# Río Viatka

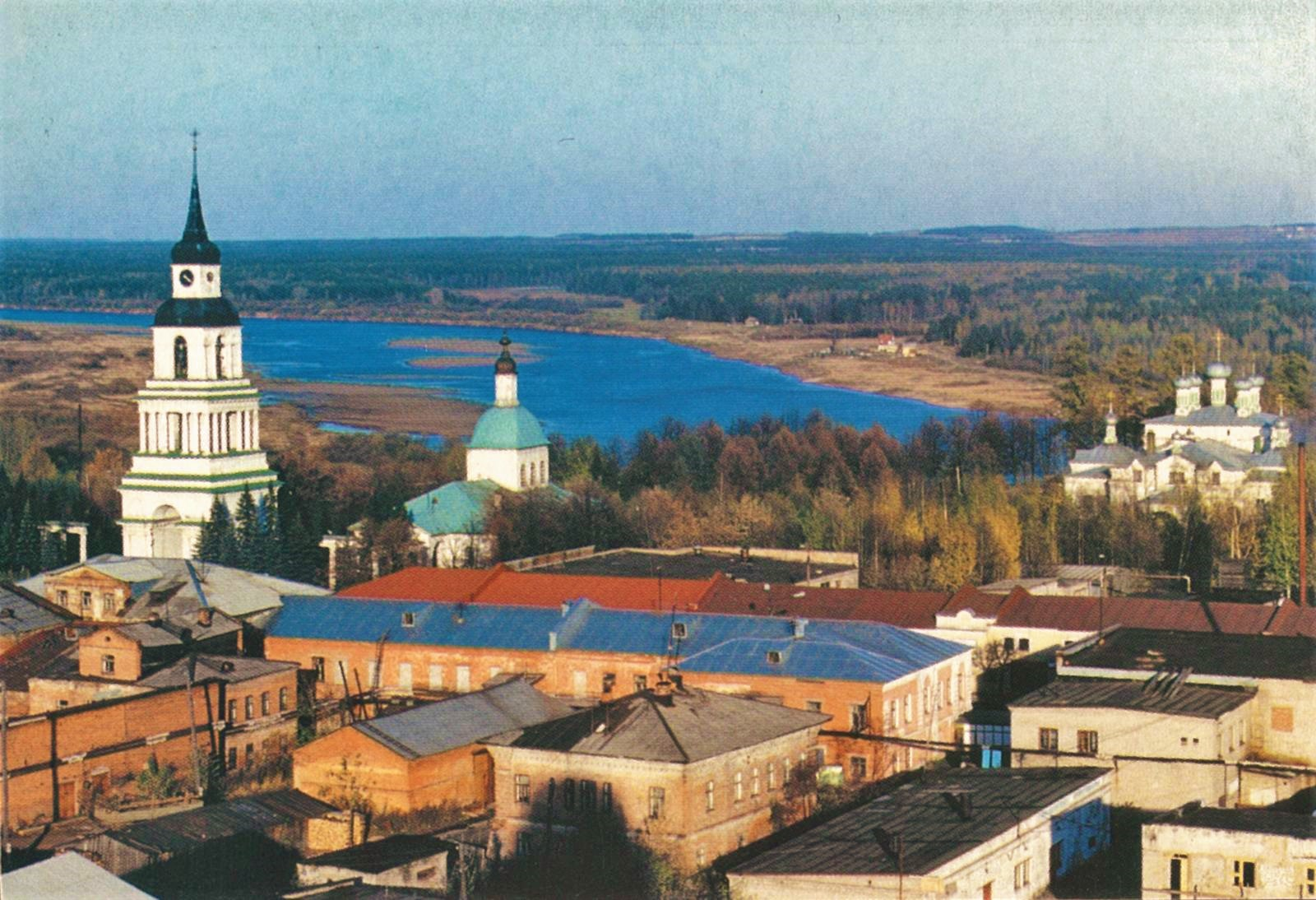
El río Viatka a su paso por Slobodskói.

El río Viatka (en ruso: Вя́тка; en tártaro cirílico: Нократ, en latín: Noqrat; en marí: Виче, Viče, en udmurto: Ватка, Vatka) es un río de la Rusia europea, el segundo mayor afluente del río Kama, tras el Bélaya. Su longitud total es 1314 km (13° más largo de Europa) y drena una cuenca de 129 000 km².
Administrativamente, el río discurre por la República de Udmurtia, la Óblast de Kírov y la República de Tartaristán, en la Federación de Rusia.

## Geografía
El río Vyatka comienza en las parte septentrional de Udmurtia, al norte de las ciudades de Glázov y Omutninsk. A los 50 km de su nacimiento, se interna en dirección norte en el óblast de Kírov, discurriendo durante unas pocas decenas de kilómetros paralelo al curso alto del río Kama. Cerca de la ciudad de Kirsi (11.786 hab. en 2002) dobla hacia el oeste, en un tramo en el que recibe por la izquierda las aguas del río Chiórnaya Jolunitsa y, por la derecha, las del río Kobra, cerca de la ciudad de Nagorsk. Vira después en dirección sur, a lo largo de las colinas de los Uvales septentrionales, un tramo en el que baña algunas ciudades importantes, como Slobodskói (33.477 hab.) y Kírovo-Chepetsk (90.303 hab.) y recibe los afluentes Bélaya Jolunitsa, Letka (260 km) y el largo río Cheptsá (501 km), su principal afluente. 
Aquí el río gira de nuevo en dirección noroeste, bañando Novovyatsk, Kírov (503.043 hab. en 2002), Orlov (7.654 hab. en 2009) y Kotélnich (28.245 hab.) y recibiendo las aguas del río Velíkaya (266 km) y del río Moloma (419 km).
Al llegar a esta ciudad, el río vuelve otra vez a tomar dirección sureste, en la parte meridional de la óblast de Kírov y tras bañar la pequeña localidad de Sovetsk (8.167 hab.), recibe por la derecha al río Pizhma (305 km). Continua hacia el sureste alcanzando Urzhum (11.514 hab.) y, tras recibir por la izquierda al río  Kilmez (270 km), a Malmyzh (9.318 hab.) y después a Vyátskiye Polyany (40.282 hab.), antes de entrar en el territorio de la república de Tatarstán. Pasa frente a la ciudad de Mamadysh, y desemboca luego, a pocos kilómetros, en el río Kama, a la entrada del largo embalse de Samara (sobre el río Volga), cerca de la populosa ciudad de Nizhnekamsk (225.399 hab.). 
El río se congela durante el período comprendido entre principios de noviembre hasta la segunda quincena de abril. 
El río Vyatka es navegable en un tramo de unos 700 km, desde su desembocadura hasta la ciudad de Kírov, y 300 km más aguas arriba (hasta Kirsi) durante toda la primavera. Sus principales puertos son Kírov, Kotélnich, Sovetsk, y Vyátskiye Polyany.
El río Vyatka está repleto de peces: besugo, rutilo, tenca, siluro, lucio, perca, zander, etc.

## Afluentes
Sus afluentes principales son los siguientes:
- por la derecha, los ríos Kobra, Letka (260 km),[2] Velíkaya (266 km), Moloma (419 km) y Pizhma (305 km);
- por la izquierda, los ríos Chiórnaya Jolunitsa, Cheptsá (501 km), Býstritsa, Voya y Kilmezh (270 km).